# 投球機

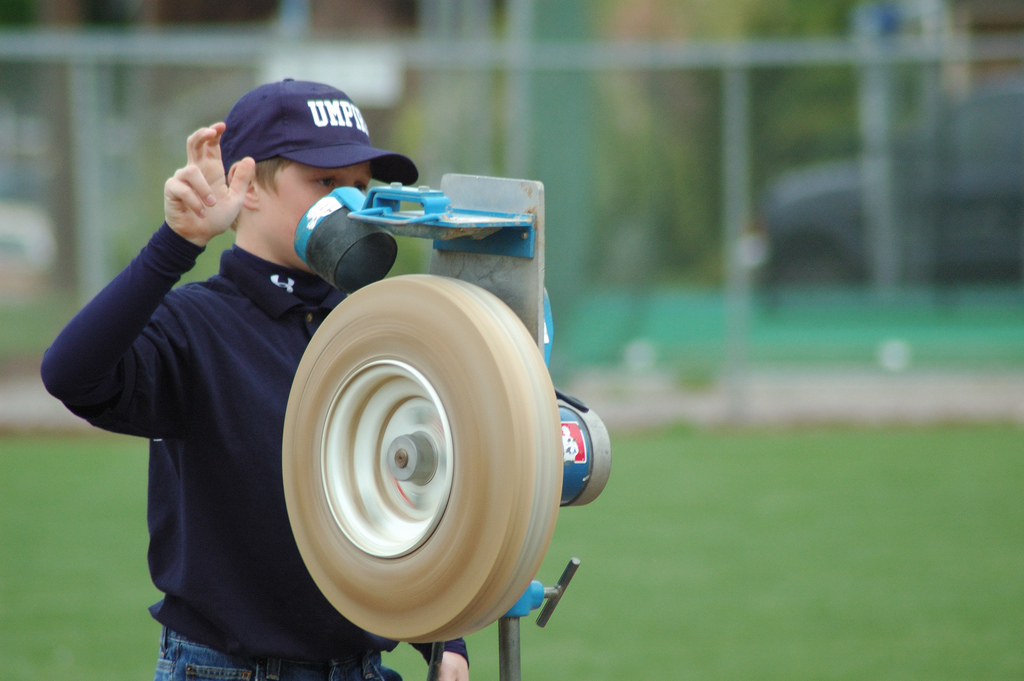
以人工方式餵球的投球機

投球機，又稱發球機，是一種用於棒球、壘球及桌球等球類運動的機器，做為這些運動的擊球練習之用。

## 簡介
投球機主要用兩種動作方式，一種是以機械臂投球，另一種是藉由輪子（通常是膠輪）的轉動而投球。大多數投球機可調整球速，最高可投出每小時160（99英里）的球，且可投出各種不同球路的球。餵球的方式可以是人工餵球或使用餵球機自動餵球。

## 歷史
1897年，英國數學家查爾斯·辛頓（Charles Hinton）設計出使用火藥為推動力量的投球機，供普林斯頓大學的棒球隊練球時使用。但由於多次造成球員受傷，查爾斯·辛頓被學校解聘。僅管如此，由於他設計的投球機可以不同的球速及球路投球，在1900年他到明尼蘇達大學當助理教授之後，把這台投球機介紹給該校使用。